# M1927式76毫米步兵炮
M1927式76毫米步兵炮是苏联二战时期主要的团级步兵炮。

## 历史
为替代沉重的1902年式76.2mm炮，1927年由Orudiyno-Arsenalny Trest (OAT)设计局研发，1928年列宁格勒红色普梯洛夫工厂投产400门。1936年中，苏军装备这种火炮1590门。1941年6月22日战争爆发时，苏军有4,708门该炮。1943年改产M1943式76毫米步兵炮。德军缴获后使用型号为7.62 cm Infanteriekanonehaubitze 290(r)步兵榴炮。芬兰军队使用型号为76 RK/27。

## 弹药
- 弹药类型:
  - 预制破片高爆榴弹: OF-350
  - 高爆反坦克弹: BP-350M.
- 投掷重量:
  - OF-350: 6.2 kg.
- 初速:
  - OF-350, O-350A: 262 m/s.
  - BP-350M: 311 m/s.
- 有效射程:
  - OF-350, O-350A: 4,200 m.
  - BP-350M: 1,000 m.
- 穿甲能力:距离 60度(mm) 90度(mm)
- 100m 28 34
- 500m 25 31
- 1000m 23 28
- 1500m 21 26
- 2000m 20 24